# المدرسة البريطانية الدولية (جدة)
المدرسة البريطانية الدولية في جدة هي مدرسة بريطانية خاصة تقع في مدينة جدة، المملكة العربية السعودية.

## روابط خارجية
- الموقع الرسمي للمدرسة البريطانية الدولية (جدة).